# Emile Pierre Joseph De Cauwer

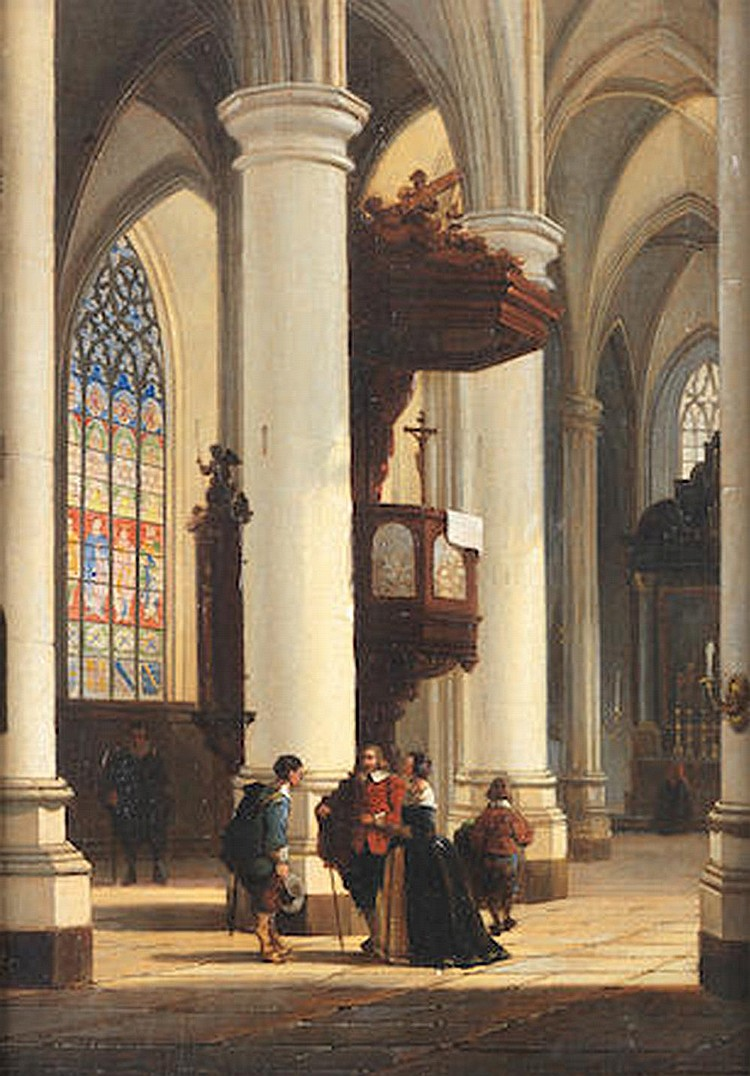
Figuren in einer Kathedrale

Emile Pierre Joseph De Cauwer (* 8. Dezember 1827 in Gent; † 30. Januar 1873 in Berlin) war ein belgischer Architektur- und Vedutenmaler.
Er war Schüler seines Vaters, des Malers Joseph de Cauwer-Ronsse (1779–1854). Sein Bruder Leopold de Cauwer (1830–1891) wurde Tiermaler. Emile Pierre Joseph De Cauwer malte Außen- und Innenansichten von historischen Gebäuden, auch imaginären Baudenkmälern, sowie Veduten europäischer Städte. Er unternahm Studienreisen in viele Länder Europas.
Seit 1862 nahm er an den Ausstellungen der Berliner Akademie und anderen deutschen Ausstellungen teil.